# Turbo-Union RB199
El Turbo-Union RB199 es un motor de reacción turbofán diseñado a principios de los años 1970 por Turbo-Union, una empresa conjunta entre la británica Rolls-Royce, la alemana MTU y la italiana FiatAvio, para equipar en el caza europeo Panavia Tornado.

## Desarrollo
Reino Unido consideró esencial la elección de Rolls-Royce para desarrollar el avanzado motor para el proyecto MRCA (Multi Role Aircraft) que daría lugar al avión militar polivalente europeo Panavia Tornado, y se opuso firmemente al uso de un motor de fabricación estadounidense, hasta el punto de que Reino Unido se podría haber retirado del programa de desarrollo del avión a raíz de una elección diferente. En septiembre de 1969 fue seleccionado el motor RB199 de Rolls-Royce, una ventaja sobre la opción de la competencia estadounidense era que se había acordado una transferencia de tecnología a los países socios; el motor iba a ser desarrollado y producido por una compañía conjunta, Turbo-Union. El programa se retrasó debido a la entrada en quiebra de Rolls-Royce en 1971 que llevó a su estatización, pero el proceso de colaboración multinacional fue beneficioso para evitar una interrupción importante en el programa Tornado.
En la etapa inicial de introducción en servicio, las palas de la turbina del motor tenían una vida corta, este problema fue rectificado mediante la actualización de los primeros motores por nuevas versiones que se hicieron del motor. La versión final de producción cumplía los estándares de fiabilidad y rendimiento, aunque los costes de desarrollo fueron mayores de lo previsto inicialmente, en parte debido a los ambiciosos requisitos de rendimiento. Se ideó un modelo de mayor potencia, destinado a la variante de defensa aérea del Tornado, pero no llegó a ser solicitado.

## Diseño

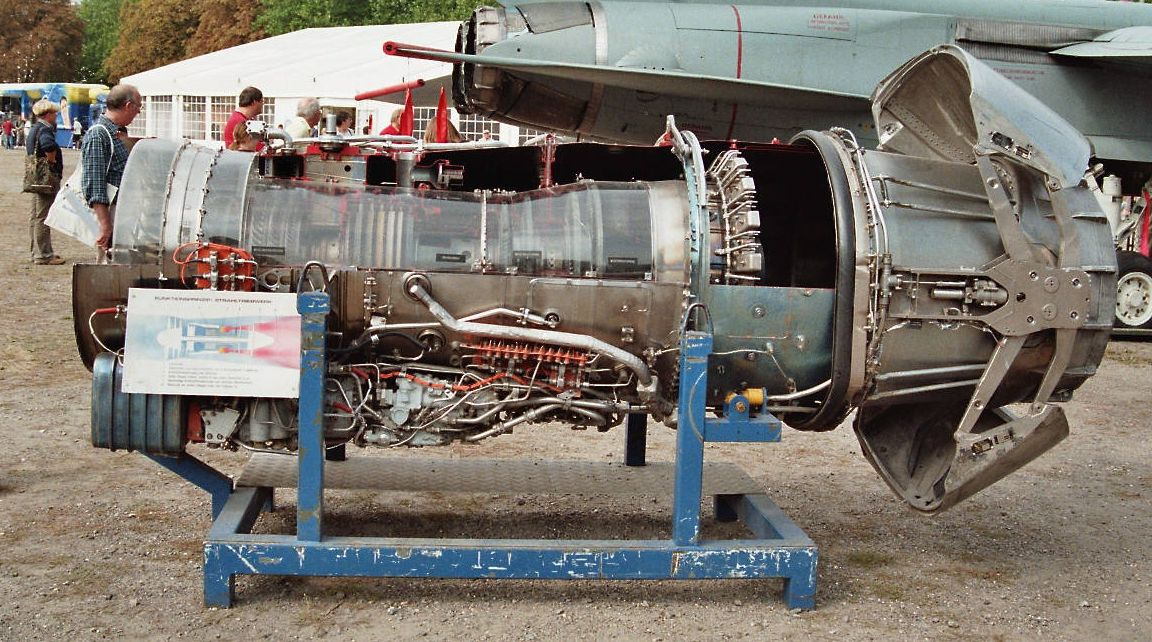
Vista en corte de un RB199. A la derecha se ve la tobera con los inversores de empuje, una característica muy poco habitual en este tipo de motores.

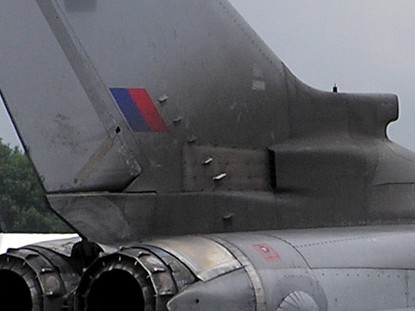
Hollín en el estabilizador vertical del Tornado provocado por el empuje inverso de los motores.

Para permitir distancias de aterrizaje más cortas en el Panavia Tornado, el RB199 fue equipado con empuje inverso, siendo el Saab 37 Viggen sueco con su motor Volvo RM8 el único otro caza que incluye esta característica. Los inversores de empuje provocan la aparición de hollín en la parte baja del estabilizador vertical del avión.

## Variantes y aplicaciones
RB199 Mk 101
Variante inicial que propulsó los primeros ejemplares del Tornado IDS, con 38,7 kN (8.700 lbf) de empuje normal y 66,01 kN (14.840 lbf) con postcombustión.
RB199 Mk 103
Equipado en las versiones cazabomardero Tornado IDS, con 40,5 kN de empuje normal y 71,2 kN con postcombustión.
RB199 Mk 104
Versión que propulsaba la versión de defensa aérea Tornado ADV (F.3), con 40,5 kN de empuje normal y 73 kN con postcombustión
RB 199 Mk 104D
Versión derivada usada en el demostrador de tecnología BAe EAP.
RB199 Mk 105
Versión mejorada que equipó la versión de supresión de defensas aéreas enemigas Tornado ECR y también era aplicable al IDS, con 42,5 kN de empuje normal y 74,3 kN con postcobustión.
RB199-122
Versión derivada del Mk.104 (originalmente designada Mk.104E) que propulsó los primeros prototipos del Eurofighter Typhoon (DA1 y DA2) hasta que estuvieron listas las primeras versiones del motor Eurojet EJ200.
| Versiones del Turbo-Union RB199 que equipan los Tornado. |                           |               |                           |
| Modelo                                                   | Equipado en               | Empuje normal | Empuje con postcombustión |
| RB199-34R Mk.101                                         | IDS, hasta Lote 3         | 35,79 kN      | 71,13 kN                  |
| RB199-34R Mk.103                                         | IDS, Lote 4 y posteriores | 42,95 kN      | 75,27 kN                  |
| RB199-34R Mk.104                                         | ADV F.3                   | 40 kN         | 75,57 kN                  |
| RB199-34R Mk.105                                         | ECR                       | 43,15 kN      | 81,4 kN                   |

### Motores similares
- General Electric F404
- Eurojet EJ200